# Fumi-e

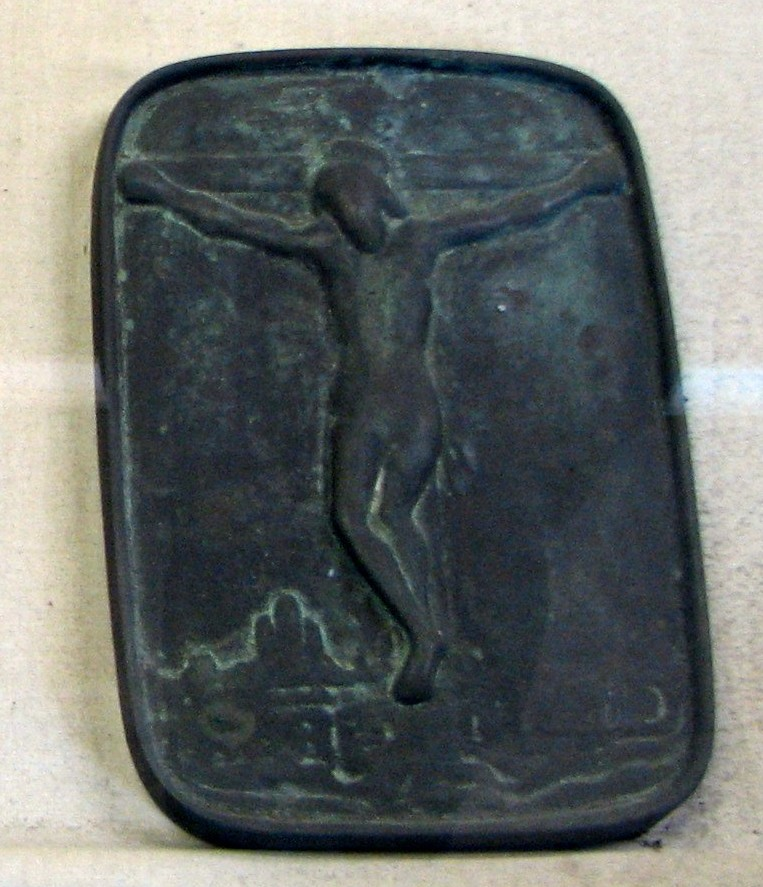
Fumi-e csempe

A fumi-e (踏み絵, 'taposóképek') kereszténységellenes rituális eszközök gyűjtőneve volt Japánban a Tokugava-sógunátus idején. A kereszténység 1613-as betiltása után előbb Kjúsún, majd Edóban is Jézus-, Szűz Mária-ábrázolásokra vagy külön e célra készíttetett bronzfeszületekre kellett rátaposniuk a keresztény hittel gyanúsítottaknak, hogy bűnösségük (vagy „ártatlanságuk”) bebizonyosodjék. A Meidzsi-restauráció (1868) után is még hét esztendőbe telt, hogy külföldi (diplomáciai) tiltakozásra beszüntessék ezt a gyakorlatot.